# 幾夜大黒堂
幾夜 大黒堂（いくや だいこくどう、1月21日 - ）は、日本の漫画家。岐阜県出身。同人活動においては「幾屋大黒堂」名義を用いている。
主に成人向け漫画雑誌においてTSF、女装、近親相姦ものを多く手がけており、かつては『COMICペンギンクラブ』を中心に活動していたが、現在はインターネットコミックやアンソロジーなどでも活動している。

## 作品リスト

### 連載作品
オリジナル
- 『ふぇちっくす!』 （『FlexComixネクスト』→『COMIC メテオ』2012年9月5日 - 2013年6月5日）
- 『境界のないセカイ』 （『マンガボックス』2014年9月21日 - 2015年3月15日→『月刊少年エース』2015年6月号 - 2016年4月号）

コミカライズ
- 『ボク姫様と乙女主義』 原作：プリニー店長／キャラクターデザイン：松島史佳（日本一ソフトウェア）（KADOKAWA『デンプレコミック』#8 - #19）
- 『異世界召喚されたが強制送還された俺は仕方なくやせることにした。』 原作：しぐれあめ／キャラクター原案：KACHIN（竹書房『WEBコミックガンマぷらす』2018年5月25日 - 2019年11月5日）
- 『雑草転生〜エルフの里で大切に育てられてます〜』 原作：天然水珈琲／にじまあるく（『コミック アース・スター』2021年8月12日 - 2023年1月12日）
- 『異世界転生スラム街からの成り上がり 〜採取や猟をしてご飯食べてスローライフするんだ〜』 原作：滝川海老郎／沖史慈宴（『マンガがうがう』2023年9月28日 - 2024年11月13日[4]）

### 単行本
成人向け
- 『オナホと玩具と制服』 2005年12月発売、富士美出版〈富士美コミックス〉、ISBN 4-89421-659-0
- 『シたい! 着せたい!? 脱がせたい!!』 2007年2月発売、富士美出版〈富士美コミックス〉、ISBN 4-89421-721-X
- 『白濁の翼アザナエル』 2007年12月発売、富士美出版〈富士美コミックス〉、ISBN 978-4-89421-774-4
- 『憂いの花嫁 秘密の誓い』[5] 2008年9月発売[3]、ワニマガジン社〈ワニマガジンコミックススペシャル〉、ISBN 978-4-86269-066-1
- 『姉と女装とエロ漫画家』 2009年3月発売、富士美出版〈富士美コミックス〉、ISBN 978-4-89421-869-7
- 『夢見るお嬢様と僕らの愛情』 2010年8年発売、富士美出版〈富士美コミックス〉、ISBN 978-4-89421-969-4
- 『性転換教室』 2011年8月発売、富士美出版〈富士美コミックス〉、ISBN 978-4-7995-0047-7
- 『金髪×巨乳に変身で』 2012年8月発売、富士美出版〈富士美コミックス〉、ISBN 978-4-7995-0141-2
- 『性転換して自分自身とHしたい!』 2013年4月発売、富士美出版〈富士美コミックス〉、ISBN 978-4-7995-0197-9

一般向け
- 『ふぇちっくす!』 2012年 - 2013年、ほるぷ出版〈フレックスコミックス〉、全3巻
- 『境界のないセカイ』 2015年 - 2016年、角川書店〈角川コミックス・エース〉、全3巻
- 『いくじなしの恋』 2015年12月16日発売[6]、芳文社〈芳文社コミックス〉、ISBN 978-4-8322-3485-7、全1巻
- 『異世界召喚されたが強制送還された俺は仕方なくやせることにした。』 竹書房〈バンブーコミックス〉、全3巻
  1. 2018年10月30日発売[7]、ISBN 978-4-80196-427-3
  2. 2019年5月27日発売[8]、ISBN 978-4-80196-617-8
  3. 2019年10月25日発売[9]、ISBN 978-4-80196-771-7
- 『異世界転生スラム街からの成り上がり 〜採取や猟をしてご飯食べてスローライフするんだ〜』 双葉社〈モンスターコミックス〉、全3巻
  1. 2024年2月29日発売[10]、ISBN 978-4-575-41830-9
  2. 2024年5月15日発売[11]、ISBN 978-4-575-41881-1
  3. 2024年11月15日発売[12]、ISBN 978-4-575-42019-7

### アンソロジー
- 『艦隊これくしょん -艦これ- 電撃コミックアンソロジー 佐世保鎮守府編 11』（2016年4月26日発売、KADOKAWA〈電撃コミックスNEXT〉）
- 『バレットガールズ2 電撃コミックアンソロジー』 （2016年6月24日発売、KADOKAWA〈電撃コミックスEX〉）